# Markus Walter
Markus Walter (* 26. März 1990 in Vöcklabruck) ist ein österreichischer Politiker der Kommunistischen Partei Österreichs (KPÖ). Seit dem 8. April 2024 ist er Abgeordneter der KPÖ Salzburg zum Salzburger Landtag.

## Leben
Walter besuchte von 1996 bis 2000 die Volksschule im oberösterreichischem Timelkam. In Anschluss besuchte er das Bundesrealgymnasium in Vöcklabruck, welches er mit der Matura 2008 abschloss. Nach dem Zivildienst studierte er zunächst an der Universität Salzburg ohne Abschluss auf Lehramt. Nach Bürojobs startete er 2016 das Studium der Sozialen Arbeit (BA) und Sozialen Innovation (MA) an der Fachhochschule Salzburg, welches er 2022 erfolgreich abschloss. Er arbeitet dann bei der Sozialen Arbeit GmbH in Salzburg und wurde dort ab 2023 im Betriebsrat gewählt. Als Nachrücker für Kay-Michael Dankl wurde er 2024 Abgeordneter des Salzburger Landtag.
Walter wohnt im Salzburger Stadtteil Nonntal.